# Écot (calvaire)
Pour les articles homonymes, voir écot.
Sur une croix ou un calvaire, un écot est, le long du fût portant la statuaire, la représentation d'un tronc d'arbre garni de branches rompues. C'est donc un tronc dont les menues branches ont été coupées. Les « croix à écots » symbolisent probablement l'arbre de mort (gibet constitué d'un arbre vert dont on vient de couper les branches) et l'arbre de vie opposé à l'arbre du paradis terrestre, thème développé sous l'impulsion de saint Justin, saint Bonaventure et Honorius d'Autun au XIIIe siècle.
Ce procédé décoratif est fréquemment utilisé pour les fûts des calvaires bretons, dans le Finistère par exemple.
Il est également évoqué sur les croix de peste ou croix antipesteux (ou croix aux argnats dans le Forez) qui présentent sur le fût ou les croisillons des écots symbolisant les bubons de la peste. Ces croix étaient érigées à l'occasion de la fin d'une épidémie pour remercier Dieu d'avoir épargné les survivants (les personnes atteintes de la maladie y déposaient une offrande), en même temps que ceux-ci, pour éviter de nouvelles épidémies, venaient frotter leur corps contre la croix, tradition qui s'est poursuivie jusqu'au XIXe siècle en certaines régions. Elles espéraient guérir par la grâce d’une intervention divine, mais la plupart du temps elles ne faisaient que déposer sur la croix des purulences porteuses du virus. La croix de peste fut au contraire un vecteur de transmission de l’épidémie.
En réalité, il ne faut pas confondre ces bubons avec les écots des « croix à écots » car il existe une nette différence iconographique entre les deux : les premiers sont représentés par des demi-sphères, tandis que les seconds sont des sections de cylindre, voire des pastilles rondes et plates qui rappellent une branche coupée.

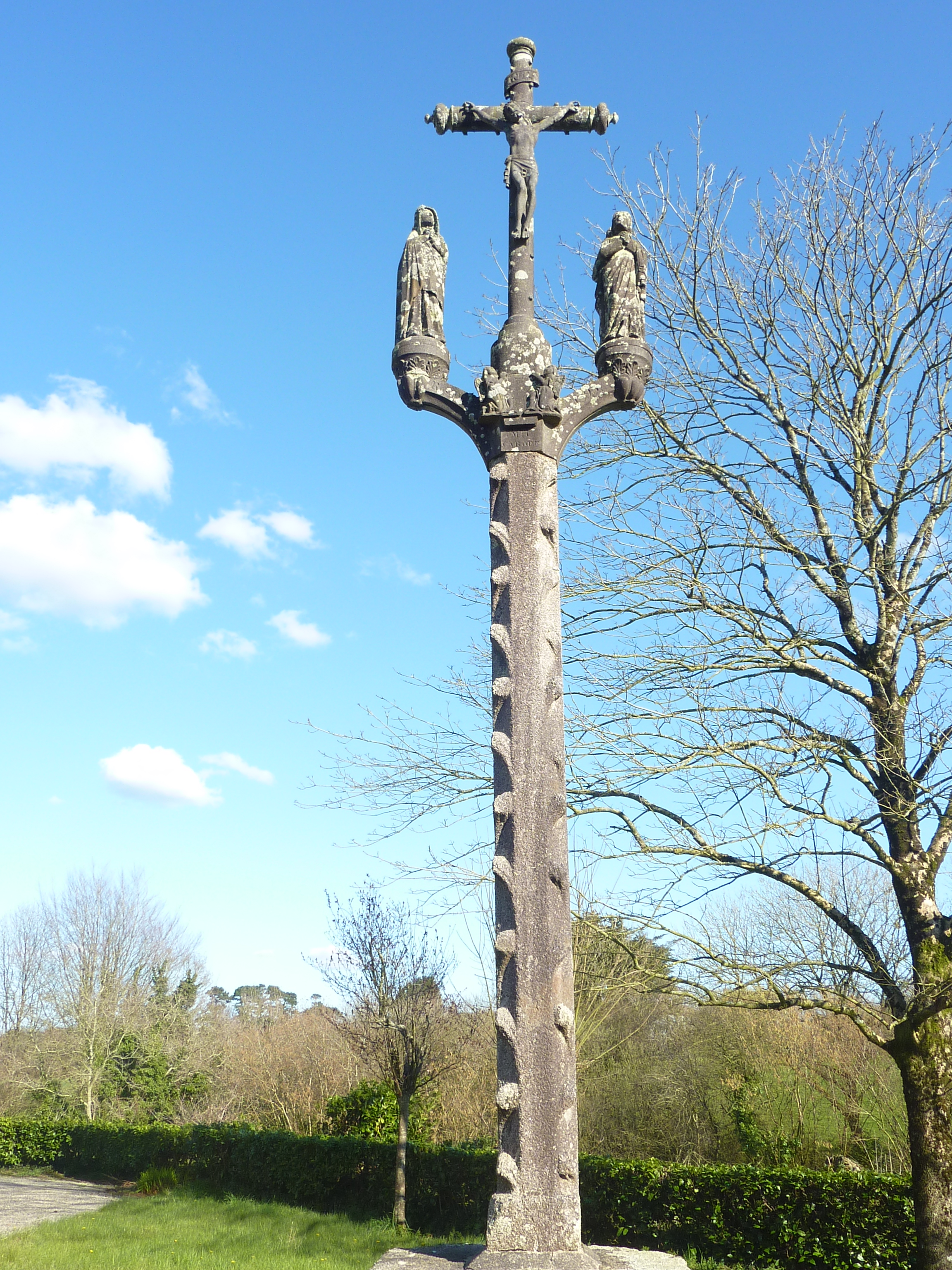
Le calvaire de la chapelle Sainte-Brigitte et son fut à écots à Saint-Thégonnec
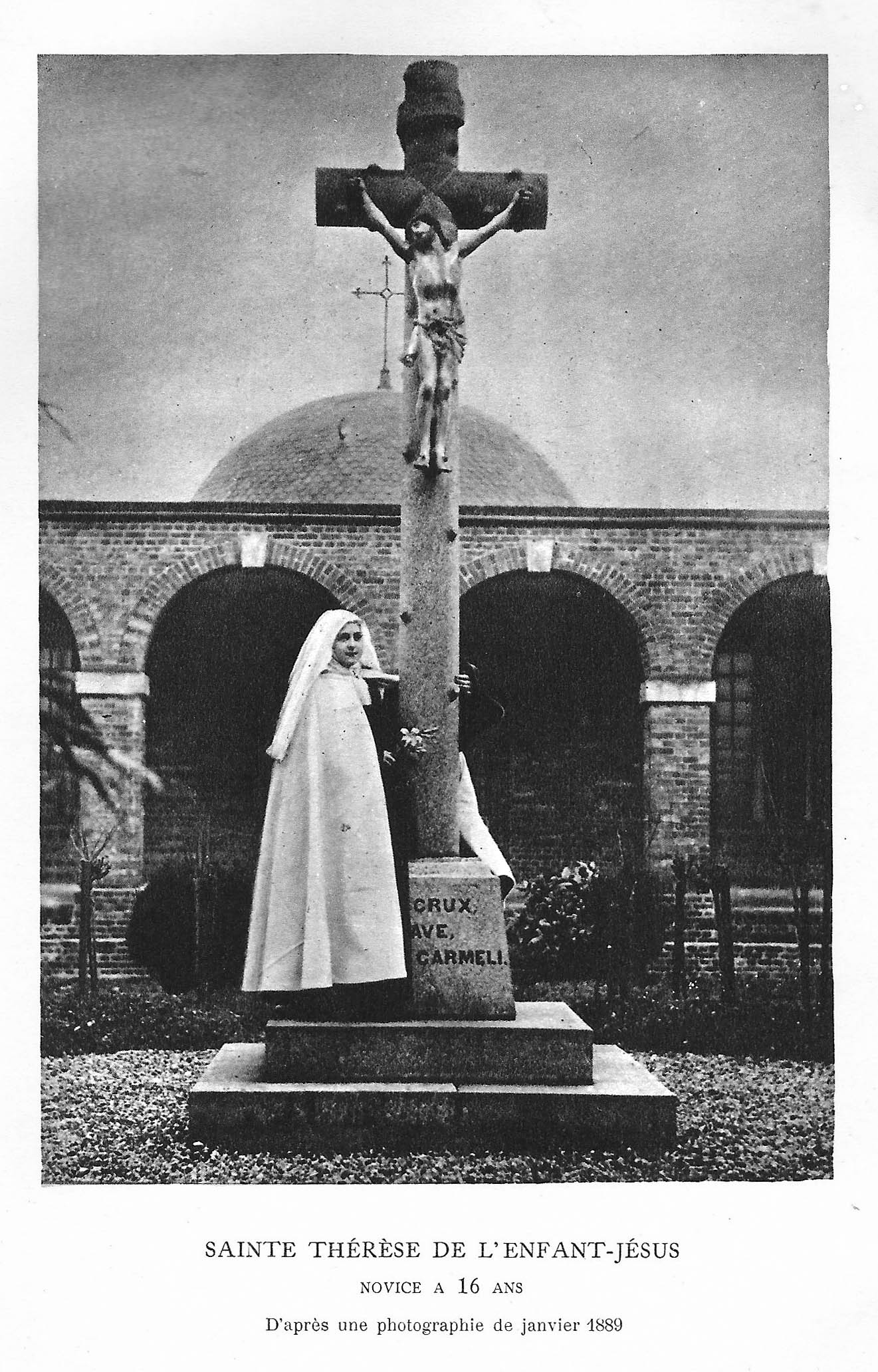
Thérèse de Lisieux devant une croix à écots